# Víctor Balaguer (Sänger)

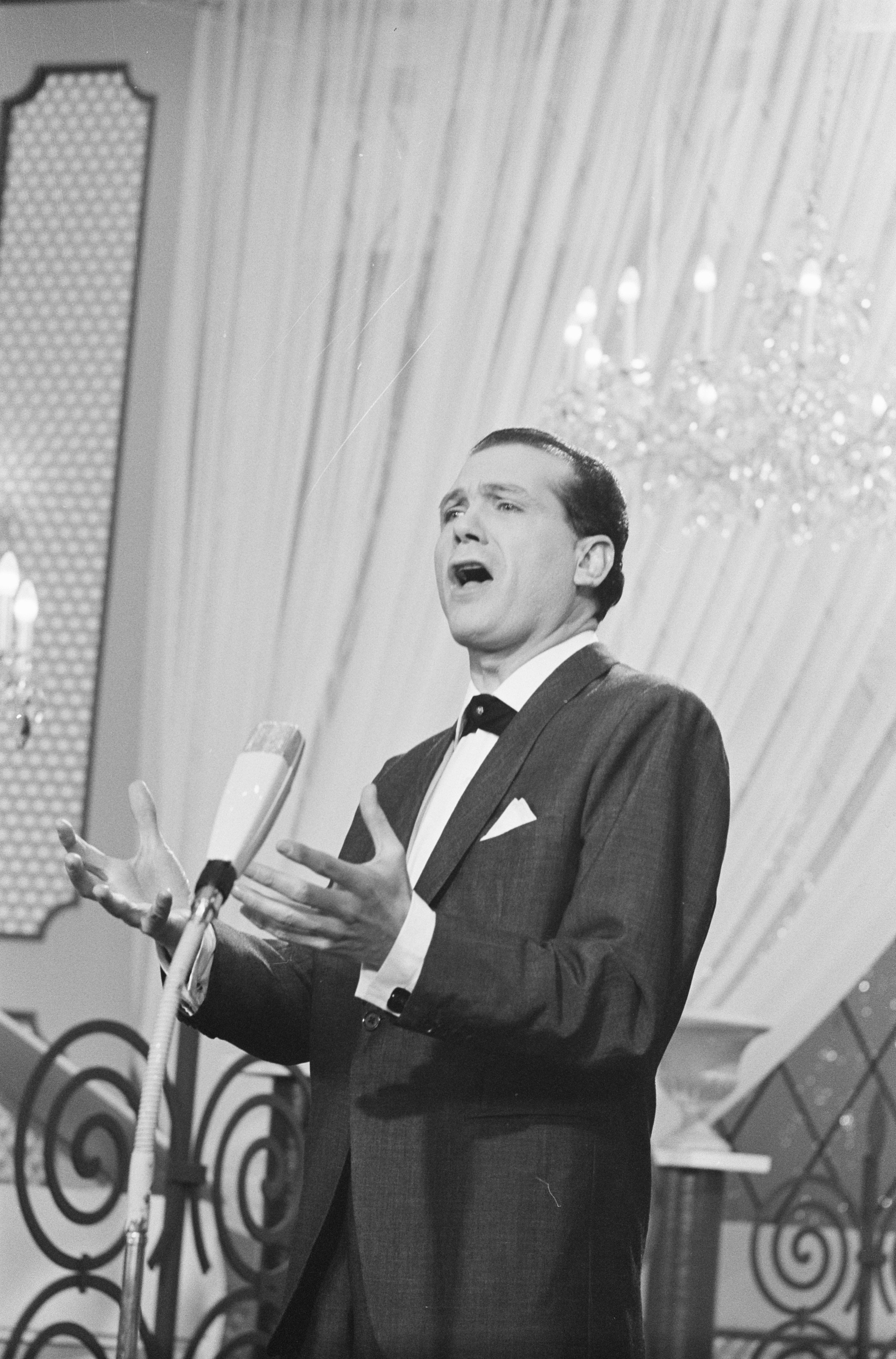
Víctor Balaguer beim Eurovision Song Contest 1962

Víctor Balaguer  (* 16. April 1921 in Barcelona; † 17. April 1984 ebenda) war ein spanischer Sänger der 1960er Jahre.

## Leben und Wirken
Balaguer nahm bei der ersten Vorauswahl Spaniens zum Grand Prix Eurovision 1961 teil, unterlag aber der Sängerin Conchita Bautista mit nur einem Punkt. Ein Jahr später schaffte er es: Er gewann die Vorauswahl und durfte Spanien beim Grand Prix Eurovision 1962 in Luxemburg mit dem Titel Llámame vertreten. Er erhielt jedoch von der Jury keinen Punkt und wurde zusammen mit Belgien, Österreich und den Niederlanden Letzter.
Weiterhin war er als Sänger katalanischen Liedgutes in Spanien bekannt.
Er starb an Darmkrebs im Jahr 1984.